# Georges d’Aubusson de La Feuillade

D’Aubussons Erzbischofswappen (schemat. Darstellung)

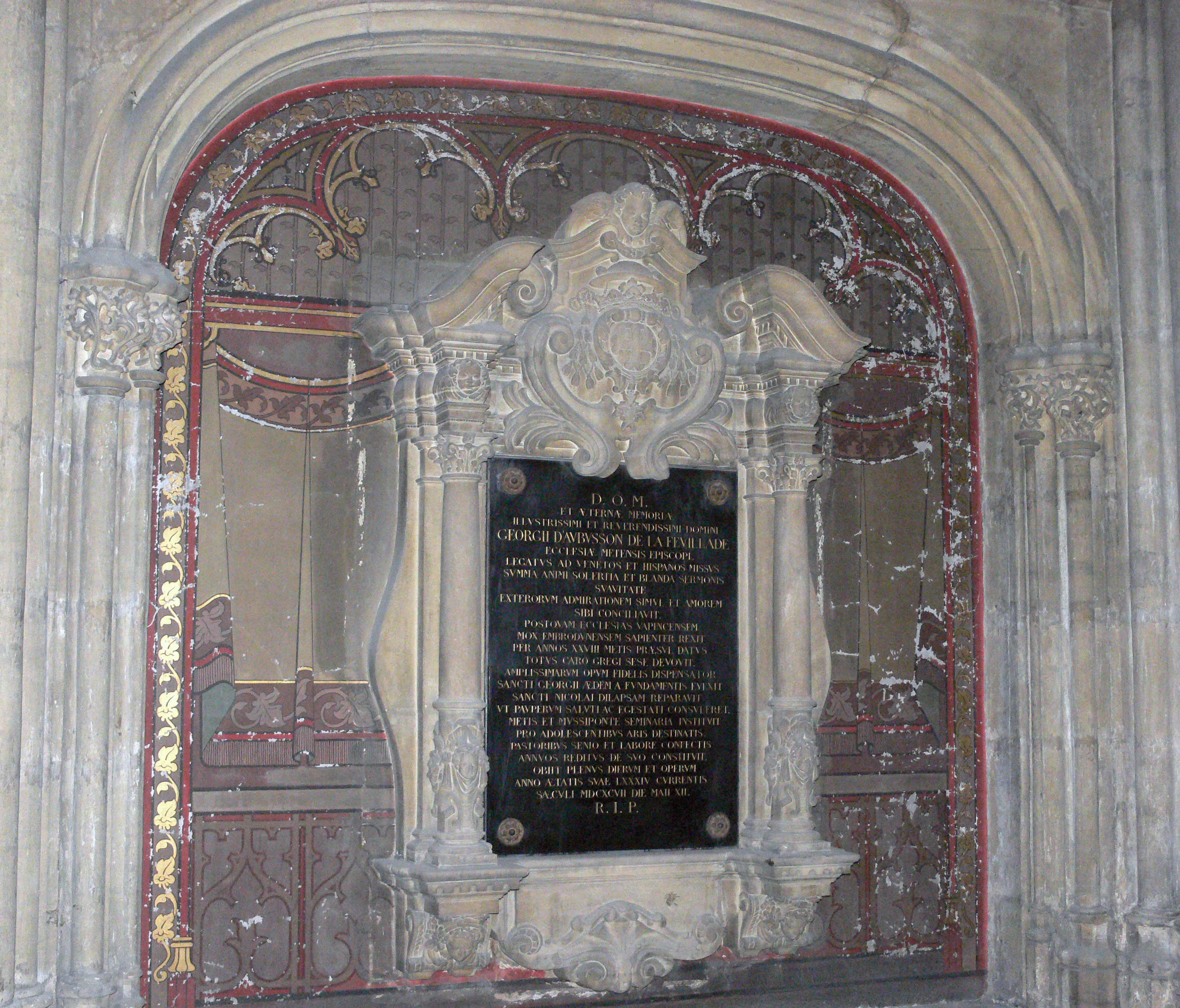
Grabstätte Aubussons in der Kathedrale von Metz

Georges d’Aubusson de la Feuillade (* 1609; † 12. Mai 1697 in Metz) war ein Geistlicher der katholischen Kirche.
Er war der Onkel von Louis d’Aubusson, duc de La Feuillade, einem hochrangigen französischen Militär. D’Aubusson war Erzbischof von Embrun (1648) und danach Bischof von Metz (1668), wobei er den Titel eines Erzbischofs als persönlichen Titel weiterführen durfte. Von 1661 bis 1664 war er in diplomatischen Diensten in Spanien.

## Biografie
Georges d'Aubusson de la Feuillade wurde 1609 als Sohn von François Comte d’Aubusson und Elizabeth Brachet de Pérusse geboren und war der Bruder von François III. Aubusson, einem Marschall und Herzog de La Feuillade, und somit Onkel von Louis d’Aubusson, duc de La Feuillade. Er erhielt einen Abschluss in Theologie und am 21. Juni 1649 wurde er während der Amtszeit von Papst Innozenz X. zum Erzbischof von Embrun ernannt. Am 12. September 1649 wurde er von Louis-Henri de Pardaillon de Gondrin, den damaligen Erzbischof von Sens, mit Louis-Doni d’Attichy, damaliger Bischof von Riez, und Félix Vialart de Herse, dem damaligen Bischof von Chalons-sur-Marne, zum Bischof geweiht. Er diente als Erzbischof von Embrun bis 1668, als er zum Abt von Joyenval in Saint-Jean de Laon und der Abtei Saint-Loup von Troyes ernannt wurde. In der Assemblée der Kleriker 1651 bestand er auf strengen Maßnahmen gegen die Protestanten. 

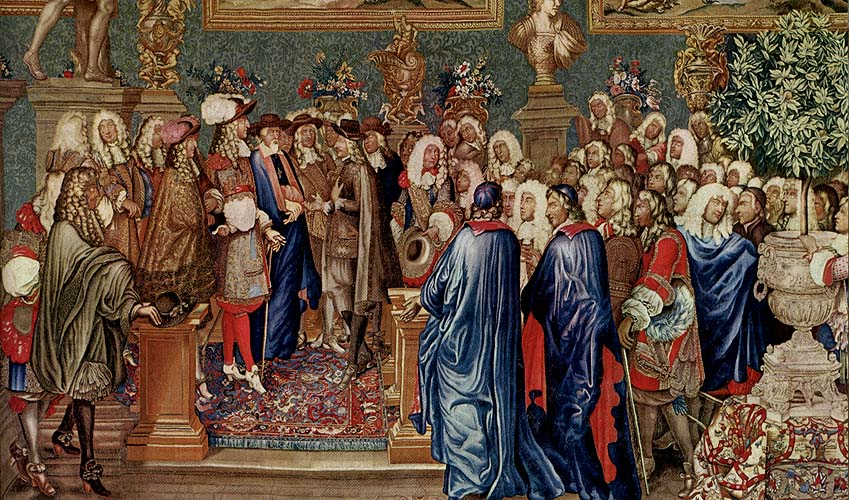
Entschuldigungsaudienz der spanischen Gesandtschaft des Marques de la Fuente vor Ludwig XIV. in Paris am 24. März 1662

Zudem war er als Botschafter 1661 in Venedig, und von 1661 bis 1664 als  außerordentlicher Botschafter in Spanien, wobei er es war, der König Philipp IV. dazu riet, nach den blutigen Handgreiflichkeiten der spanischen Gesandtschaft unter Baron de Watteville vom 10. Oktober 1661 in London gegen den dortigen französischen Botschafter Estrades, zur öffentlichen Entschuldigung einen Sonderemissionär, nämlich Marques de la Fuente, nach Frankreich zu entsenden. Schwer beleidigt hatte der französische König Ludwig XIV. schon mit Krieg gedroht, falls die Schuldigen nicht bestraft würden, und Watteville wurde abberufen und 4 Jahre im Schloss Santorcaz inhaftiert.
Später wurde Aubusson für den Rest seines Lebens der 91. Bischof von Metz. Im Jahre 1696 führte ein Bericht seines Bistums auf, dass nach seinem Tode eine Untersuchung der Finanzen angesetzt wurde, wobei sich das zeigte, dass Tausende Francs fehlten. Der Bericht kam zu dem Schluss, dass während seiner letzten Lebensphase, in der Bischof d’Aubusson schon sehr senil gewesen war, dessen Neffe, Louis d’Aubusson, seine Tresore um einen stattlichen Betrag von mehr als 80.000 Livre erleichtert haben musste.
Saint-Simon beschrieb den Prälat als Vertrauten des Königs, der geizig und zugleich leicht selbstironisch über seine eigene Gier war. Er habe drei oder vier Jahre vor seinem Tod zunehmend an Altersdemenz gelitten.